# Arbor Vitae (Wisconsin)
Arbor Vitae es un pueblo ubicado en el condado de Vilas en el estado estadounidense de Wisconsin. En el Censo de 2010 tenía una población de 3.316 habitantes y una densidad poblacional de 17,96 personas por km².

## Geografía
Arbor Vitae se encuentra ubicado en las coordenadas 45°57′59″N 89°41′3″O / 45.96639, -89.68417. Según la Oficina del Censo de los Estados Unidos, Arbor Vitae tiene una superficie total de 184.62 km², de la cual 160.06 km² corresponden a tierra firme y (13.3%) 24.56 km² es agua.

## Demografía
Según el censo de 2010, había 3.316 personas residiendo en Arbor Vitae. La densidad de población era de 17,96 hab./km². De los 3.316 habitantes, Arbor Vitae estaba compuesto por el 96.44% blancos, el 0.15% eran afroamericanos, el 1.24% eran amerindios, el 0.3% eran asiáticos, el 0% eran isleños del Pacífico, el 0.24% eran de otras razas y el 1.63% pertenecían a dos o más razas. Del total de la población el 1.03% eran hispanos o latinos de cualquier raza.